# Georges de la Chapelle
El comte Luc Henri Hervé Guy Gardye de la Chapelle, conegut com a Georges de la Chapelle o Guy de la Chapelle, (Farges-Allichamps, Centre, França, 16 de juliol de 1868 − ?, 27 d'agost de 1923) fou un tennista francès que va competir per aquest país en els Jocs Olímpics de 1900 celebrats a París. Va guanyar la medalla de bronze en la competició de dobles masculins fent parella amb el seu compatriota André Prévost, tot i que en aquella època no es disputava partit pel tercer i quart lloc.

## Jocs Olímpics

### Dobles
| Any  | Campionat                    | Parella       |
| ---- | ---------------------------- | ------------- |
| 1900 | Jocs Olímpics, París, França | André Prévost |